# Taza (chef chiricahua)
Pour les articles homonymes, voir Taza (homonymie).
Taza, né vers 1842 et mort en 1876, est chef des Apaches Chiricahuas de 1874 à 1876.
Fils de Cochise, il devient chef à la mort de celui-ci. Il meurt d'une pneumonie le 26 septembre 1876, âgé de 34 ans. Son frère Naiche et Geronimo lui succèdent à la tête des Chiricahuas.
Il est enterré au cimetière du Congrès, à Washington.